# Schachnermühle

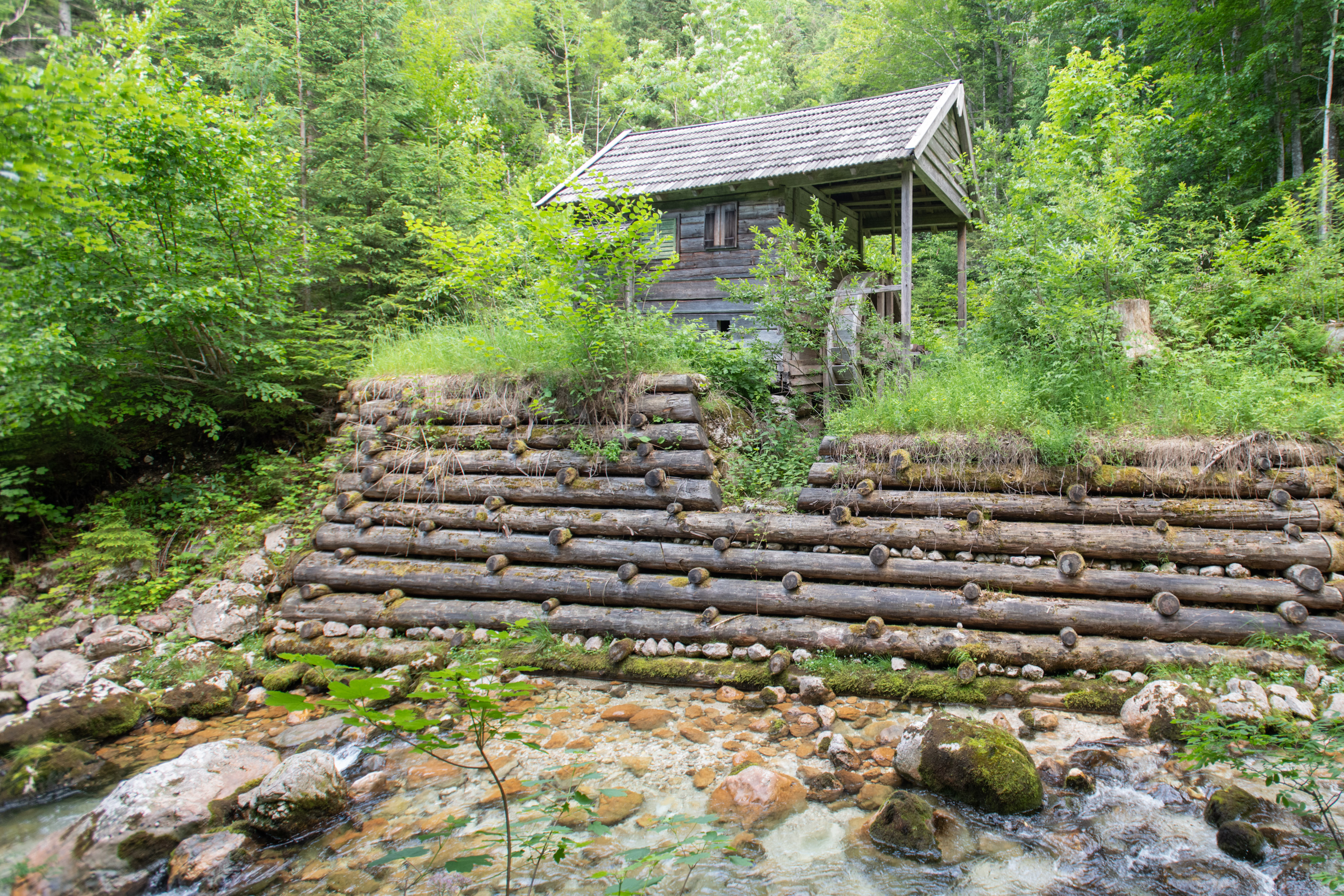
Schachnermühle von Südosten (2022)

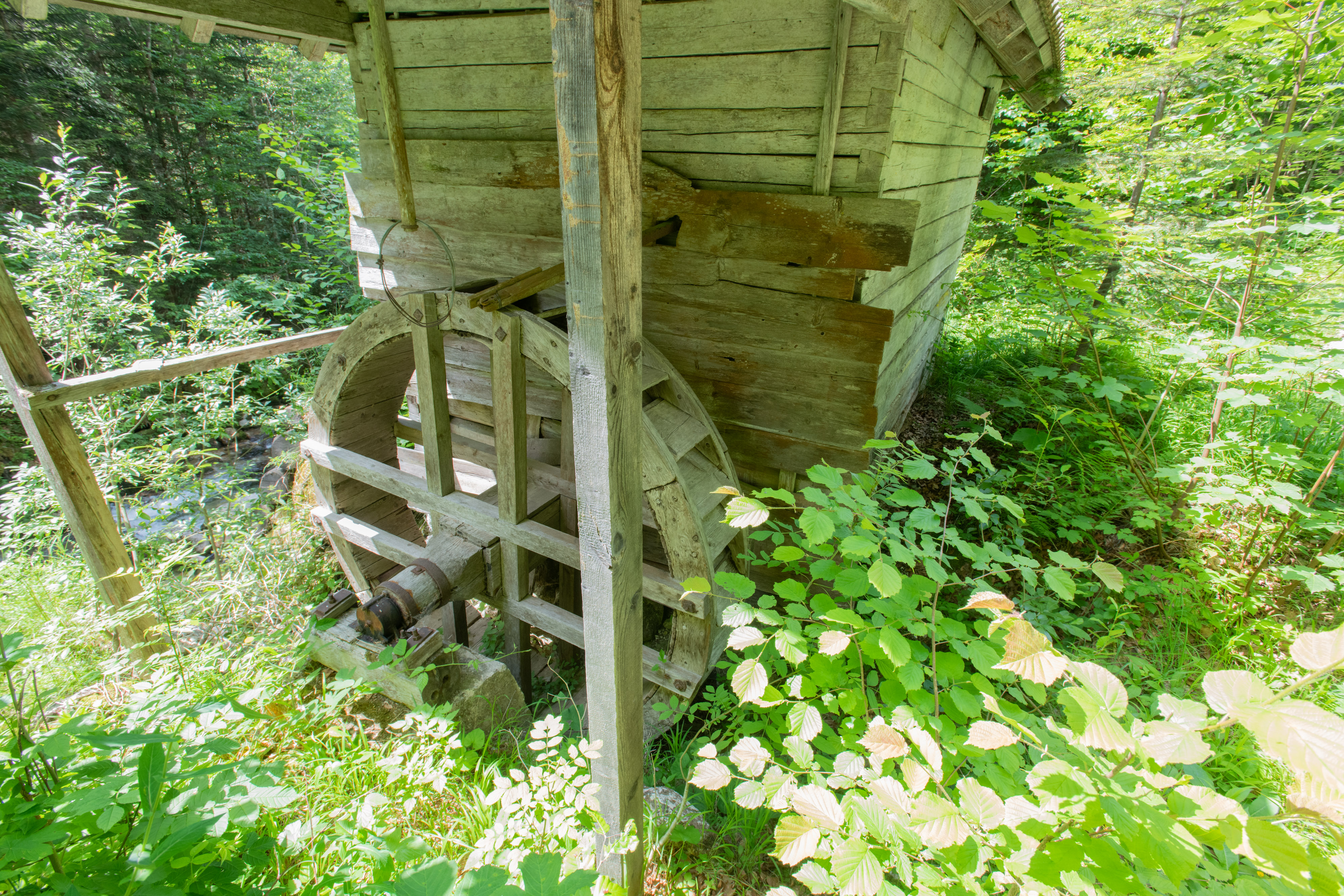
Mühlrad

Die Schachnermühle ist eine Wassermühle am Zimitzbach im Wald außerhalb des Siedlungsgebietes des Ortsteils Schachen der Ortschaft Gößl in der Gemeinde Grundlsee im Bezirk Liezen in der Steiermark.
Sie wurde bis 2001 als Schaumühle geführt und fallweise für Aufträge als Produktionsmühle in Betrieb gesetzt. Sie war eine der letzten funktionstüchtigen Wassermühlen in Österreich. Heute ist sie dem Verfall preisgegeben.

## Geschichte
Die Schachnermühle wurde im Jahr 1717 gebaut und von den Bauern der Umgebung als Mahl- und Schrotmühle genutzt. Bis heute befindet sie sich im Besitz der Familie Weissenbachner, genannt „Schachner“, daher der Name der Mühle. Während des Ersten Weltkrieges wurde der Mühlenbetrieb eingeschränkt. Es durften nur die offiziell erlaubten Mengen vermahlen werden. Trotz Kontrollen fanden sich Möglichkeiten für die einheimische Bevölkerung, ihr Korn vermahlen zu lassen. Auch für die im Ausseerland ansässigen Bäckereien war diese Mühle die erstbeste Anlaufstelle. Während des Zweiten Weltkrieges wurde kurzerhand die Ladung eines in Bad Aussee verblieben Eisenbahnwaggons mit Trockenerbsen in der Mühle zu Mehl vermahlen und an die Bevölkerung ausgegeben. Die Wassermühle war bis 1950 ständig und bis zirka 2001 noch sporadisch oder zum Schaumahlen in Betrieb. Der „Schachner Lois“, der Besitzer der Mühle, veranstaltete noch lange Zeit „Schaumahlen“ und gab sein Wissen an Mühlenbesitzer aus der Umgebung weiter. Seit etwa 2001 ist der Mühlenbetrieb gänzlich eingestellt und die Mühle dem Verfall preisgegeben.

## Architektur
Das Gebäude ist zu großen Teilen aus Holz gebaut. Die Innenausstattung umfasste sowohl Mahlwerk, als auch eine Schrotmühle. Der Zugang in die Mühle erfolgt von Süden, das Mühlrad, das früher durch einen Oberlauf vom Zimitzbach betrieben wurde, liegt im Osten des Bauwerkes.